# Clerks
Clerks är en amerikansk film från 1994 av regissören Kevin Smith. Smith förekommer själv i filmen i rollen som Silent Bob, en karaktär som förekommer i flera av hans filmer och senare gav namn till en egen film (Jay and Silent Bob Strike Back).

## Handling
Dante Hicks (Brian O'Halloran) måste hoppa in och jobba på sin lediga dag vilket leder till problem. I videobutiken bredvid jobbar Dantes vän Randal Graves (Jeff Anderson) som är Dantes raka motsats: han är stor i mun, förolämpar regelmässigt kunder och är allmänt ohyfsad. Under dagen konfronteras de två med olika kunder, de två marjiunalangarna Jay och Silent Bob som hänger utanför butiken samt Dantes flickvän som han lyckas alienera.

## Om filmen
Filmen är inspelad i New Jersey och visades första gången i USA i januari 1994 på Sundance Film Festival där den köptes av filmbolaget Miramax. Den hade svensk premiär den 28 juni 1996 och är barntillåten.
Filmen finansierades främst av kreditkort, genom släkt och vänner och genom att Kevin Smith sålde sin stora samling serietidningar. Clerks filmades under 21 dagar, plus två dagar kompletteringsfilmande. Den totala kostnaden uppgick till $27 000. Efter den köpts upp av Miramax och gått igenom deras process uppgick kostnaden till $230 000. Filmen spelade in över tre miljoner dollar på amerikanska biografer.
Ett slut filmades där Dante Hicks dödas av en rånare, men Smith valde i slutändan att inte ta med det i filmen.

## Rollista (urval)
- Brian O'Halloran - Dante Hicks
- Jeff Anderson - Randal Graves
- Kevin Smith - Silent Bob
- Jason Mewes - Jay

## Musik i filmen
- Can't Even Tell, skriven av Dave Pirner, framförd av Soul Asylum
- Big Problems, framförd av Corrosion of Conformity
- Go Your Own Way, framförd av Seaweed
- Clerks, framförd av Love Among Freaks
- Kill the Sex Player, framförd av Girls Against Boys
- Got Me Wrong, framförd av Alice in Chains
- Making Me Sick, framförd av Bash & Pop
- Chewbacca, framförd av Supernova
- Panic in Cicero, framförd av The Jesus Lizard
- Shooting Star, framförd av Golden Smog
- Leaders and Followers, framförd av Bad Religion
- Violent Mood Swings (Thread Mix), framförd av Stabbing Westward
- Berzerker, framförd av Love Among Freaks

## Utmärkelser
- 1994 - Filmfestivalen i Cannes - Award of the Youth, Kevin Smith
- 1994 - Filmfestivalen i Cannes - Mercedes-Benz Award, Kevin Smith
- 1994 - Filmfestivalen i Deauville - Publikens pris, Kevin Smith
- 1994 - Sundance Film Festival - Filmmakers Trophy dramatik, Kevin Smith